# Église Saint-Martin de Carcarès
 (mai 2021).
Si vous disposez d'ouvrages ou d'articles de référence ou si vous connaissez des sites web de qualité traitant du thème abordé ici, merci de compléter l'article en donnant les références utiles à sa vérifiabilité et en les liant à la section « Notes et références ».
Pour les articles homonymes, voir Église Saint-Martin.
L'église Saint-Martin de Carcarès ou église Saint-Martin-de-Carcarès de Mas de Mazet est un édifice datant de l'époque romane, située à Gignac dans le département français de l'Hérault en région Occitanie. L'église, à nef unique, se présente en 2021 dans un état de dégradation fortement avancé.
L'édifice est référencé dans la base Mérimée et à l'Inventaire général Région Occitanie.

## Historique
L'église apparaît pour la première fois dans les écrits en 1031. Elle est désignée sous la forme de Parochia Sancti Martini Carcariensis dans la charte de l'abbaye d'Aniane. Elle est mentionnée de nouveau à diverses reprises, en 1114, 1132 puis 1253 dans une bulle de Grégoire IX.
L'édifice, construit vers la fin du XIe siècle, vient remplacer une construction plus ancienne, mentionnée en 972 dans le cartulaire d'Aniane sous le nom de villa carcarese. La fondation de l'église s'inscrit dans l'évolution des anciens domaines agricoles carolingiens, qui prennent alors le statut d'établissements prieuraux sous l'impulsion des grandes abbayes bénédictines (Saint-Sauveur d'Aniane et Gellone).
Saint-Martin de Carcarès assure un service religieux quasi continu jusqu'à la Révolution, et fait partie des rares édifices du Languedoc à ne pas avoir subi de destructions provoquées par les conflits religieux au XVIe siècle.

## Architecture
L'église possède une nef unique orientée au sud-est ainsi qu'une abside semi-circulaire voûtée en cul-de-four. Des contreforts saillants viennent contrebuter la poussée des doubleaux en plein cintre qui voûtaient la nef. On trouve à la naissance de la voûte une corniche moulurée qui fait le tour de la nef. Une baie absidiale à double ébrasement éclaire l'intérieur de l'édifice.
De nombreuses photographies et cartes postales anciennes attestent de la présence d'un arc triomphal qui précédait l'abside. L'arc à simple rouleau marque l'amorce de la voûte qui couvrait anciennement la nef, et qui se situait à la même hauteur. La voûte était constitué de moellons de petite taille, finement appareillé et recouverts d'une épaisse couche de mortier.